# Solar Project
Solar Project é uma banda de rock progressivo da década de 1980, formada na Alemanha.

## História
O Solar Project foi formado em 1988 por Robert Valet, Volker
Janáček e Peter Terhoeven como um projeto de estúdio. O álbum de estreia foi lançado em 1990 e até 2007 outros seis álbuns foram lançados, distribuídos pelo selo francês Musea. Além disso, o
Solar Project participou de álbuns tributo ao Pink Floyd fazendo versões cover. A partir de 1994 o Solar Project passou a se apresentar ao vivo.

## Músicos
- Sandra Baetzel: vocal, saxofone e teclados
- Sebastian Jungermann: baixo elétrico
- Robert Valet: teclados
- Volker Janáček: bateria e vocais
- Peter Terhoeven: guitarra elétrica

## Discografia

### Álbuns de estúdio
- 1990: The final solution
- 1992: World Games
- 1995: The House of S. Phrenia
- 1997: ...in Time
- 2001: Five[2]
- 2004: Force Majeure[3]
- 2007: Chromagnitude[4]
- 2007: Best of Solar Project (vinil)

### Participações em coletâneas
- 2000: Signs of Life - Pigs[5]
- 2002: More Relics - Echoes